# Estación de Poblenou
Poblenou es una estación de la línea 4 del Metro de Barcelona. Está situada bajo la calle Pujades, en el tramo entre las calles Lope de Vega y Bilbao, en el barrio del Pueblo Nuevo, en el distrito de San Martín.

## Historia
La estación se inauguró en 1977 como parte de la línea IV y con el nombre de Pueblo Nuevo. En 1982 con la reorganización de los números de líneas y cambios de nombre de estaciones pasó a ser una estación de la línea 4, y catalanizó su nombre por el de Poblenou.

## Líneas y conexiones
| << cabecera   | < estación | línea | estación >   | cabecera >> |
| ------------- | ---------- | ----- | ------------ | ----------- |
| Metro         |            |       |              |             |
| Trinitat Nova | Llacuna    |       | Selva de Mar | La Pau      |